# 刘河镇 (永城市)
刘河乡，是中华人民共和国河南省商丘市永城市下辖的一个乡镇级行政单位。

## 行政区划
刘河乡下辖以下地区：
刘河村、訾楼村、竹元村、王楼村、棘古洞村、秦集村、陈楼村、尹楼村、杨庄村、郭洼村、丁庙村、万善庵村、王集村、豆官坑村、李庄村、朱楼村、刘集村、位庄村、孟集村、倪阁村、孙厂村、姜庄村、刘小爻村、祖楼村、武楼村、周庄村和谢楼村。